# 五条為視
五条為視（ごじょう ためよし、正応4年（1291年） - 貞治元年（1362年）7月29日）は、鎌倉時代から南北朝時代にかけての公卿。

## 官歴
- 乾元2年（1303年）：文章生
- 嘉元2年（1304年）：内蔵人、式部少輔
- 徳治2年（1307年）：従五位下、蔵人、紀伊権守
- 延慶元年（1308年）：兵部権少輔
- 延慶3年（1310年）：従五位上
- 応長2年（1311年）：正五位下
- 応長4年（1313年）：右兵衛権佐
- 応長5年（1314年）：従四位下
- 元亨4年（1324年）：従四位上
- 元弘2年（1332年）：正四位下
- 建武4年（1337年）：正四位上
- 暦応3年（1340年）：弾正大弼
- 康永2年（1343年）：従三位
- 文和2年（1353年）：正三位
- 延文3年（1358年）：従二位

## 系譜
- 父：五条季長
- 兄：坊城長冬
- 子：五条為綱